# Gisele Mirabai
Gisele Werneck da Cunha, conhecida pelo nome artístico de Gisele Mirabai (Belo Horizonte, 1980), é uma escritora e cineasta brasileira.

## Biografia
Estudou Artes Cênicas na UFMG e Cinema na London Film Academy. Fez pós-graduação em Literatura na UFF. Ganhou a primeira edição do Prêmio Kindle de Literatura, oferecido pela Amazon, com seu romance Machamba, também finalista do Prêmio Jabuti.
Dirigiu em 2015 o documentário Homem Livre, sobre a aventura de seu companheiro, Danilo Perrotti Machado, que atravessou 59 países de bicicleta ao longo de três anos, três meses e três dias.

## Obras
- 2011 - Nasci pra Ser Madonna (Cepe)
- 2011 - Onde Judas Perdeu as Botas (Edith)
- 2015 - Guerreiras de Gaia (Gaia)
- 2017 - Machamba (Nova Fronteira)